# Melanargia epanopides
Melanargia epanopides är en fjärilsart som beskrevs av Nitsche 1919. Melanargia epanopides ingår i släktet Melanargia och familjen praktfjärilar. Inga underarter finns listade i Catalogue of Life.